# Liste der Stolpersteine in Bad Düben
Die Liste der Stolpersteine in Bad Düben enthält sämtliche Stolpersteine, die im Rahmen des gleichnamigen Kunst-Projektes von Gunter Demnig in Bad Düben verlegt wurden.

## Hintergrund
Mit diesen Gedenksteinen soll Opfern des Nationalsozialismus gedacht werden, die in Bad Düben lebten und wirkten. Ein erster Stolperstein wurde am 21. Juni 2023 für Hans Blume verlegt. Vorbereitet wurde diese Verlegung von Schülerinnen und Schülern des evangelischen Schulzentrums Bad Düben.

## Liste der Stolpersteine in Bad Düben
Zusammengefasste Adressen zeigen an, dass mehrere Stolpersteine an einem Ort verlegt wurden. Die Tabelle ist teilweise sortierbar; die Grundsortierung erfolgt alphabetisch nach der Adresse. Die Spalte Person, Inschrift wird nach dem Namen der Person alphabetisch sortiert.
| Stolperstein | Standort                      | Verlegedatum  | Inschrift | Name, Leben |
| --- | ----------------------------- | ------------- | --- | ----------- |
| Bild gesucht Die Wikipedia wünscht sich an dieser Stelle ein Bild vom hier behandelten Ort. Falls du dabei helfen möchtest, erklärt die Anleitung , wie das geht. BW | Gustav-Adolf-Straße 26 (Lage) | 21. Juni 2023 | Hier wohnte Hans Blume Jg. 1904 Gedemütigt/Entrechtet Verhaftet 1944 Gefängnis Halle/Saale Interniert 1944 Arbeitslager Zöschen Ermordet 20.11.1944 |             |